# Pangkalan Tungkal
Pangkalan Tungkal is een bestuurslaag in het regentschap Musi Banyuasin van de provincie Zuid-Sumatra, Indonesië. Pangkalan Tungkal telt 977 inwoners (volkstelling 2010).